# Дейвид Купър
Дейвид Греъм Купър (на английски: David Graham Cooper) е британски психиатър, виден теоретик и лидер на антипсихиатричното движение заедно с Роналд Лейнг, Томас Шаш и Мишел Фуко. Купър е роден в ЮАР и завършва Университета в Кейптаун през 1955 г. Премества се в Лондон, където работи в редица болници и ръководи експериментално звено за млади шизофреници наречено Вила 21. През 1965 г. той е включен заедно с Лейнг и други в установяването на Асоциация Филаделфия. „Екзистенциален марксист“ той напуска Асоциация Филаделфия през 70-те години поради разногласия свързани с нарастващия му интерес към спиритуализма пред политиката.
Купър вярва, че лудостта и психозите са продукт на обществото и тяхното последно решение е чрез революция.
Купър измисля термина антипсихиатрия, за да опише опозиция и противоположни методи спрямо ортодоксалната психиатрия по това време, макар че термина може лесно да опише антипсихиатричния възглед за ортодоксалната психиатрия, тоест антипсихично лечение.

## Главни работи
- Reason and Violence: a decade of Sartre's philosophy, Tavistock (1964) – co-authored with R. D. Laing
- Psychiatry and Anti-Psychiatry (Ed.), Paladin (1967)
- The Dialectics of Liberation (Ed.), Penguin (1968) – Cooper's introduction can be read at the Herbert Marcuse website.
- The Death of the Family, Penguin (1971)
- Grammar of Living, Penguin (1974)
- The Language of Madness, Penguin (1978)